# Tommy Milner
Tommy Milner, född 28 januari 1986 i Washington, D.C., är en amerikansk racerförare.